# George Bruce
George Bruce (1972. május 12. –) vanuatui nemzetközi labdarúgó-játékvezető.

## Pályafutása

### Nemzetközi játékvezetés
A Vanuatui labdarúgó-szövetség Játékvezető Bizottsága (JB) 2010-ben terjesztette fel nemzetközi játékvezetőnek, a Nemzetközi Labdarúgó-szövetség (FIFA) bíróinak keretébe. Több válogatott és nemzetközi klubmérkőzést vezetett.

#### Óceániai-bajnokság
2011-ben az Óceániai Labdarúgó-szövetség (OFC) JB játékvezetőként foglalkoztatta.
| Időpont             | Helyszín                      | Mérkőzés típusa        | Mérkőzés             | Eredmény |
| ------------------- | ----------------------------- | ---------------------- | -------------------- | -------- |
| 2011. szeptember 1. | Rivière Salée Stadion, Nouméa | selejtező (A. csoport) | Amerikai Szamoa–Guam | 0 : 2    |